# 夢夢
夢夢ちゃん（むむちゃん）とはパチンコメーカーのSANKYOの製品に出てくる女性キャラクター（声優は深雪さなえ→竹下礼奈）。

## 概要
初登場は1992年に発売されたフィーバーパワフル。登場当時は他社のパチンコ台でも女性キャラクターが使われていた為特別な扱いはされなかったが、フィーバーパワフルの大ヒットや夢夢が「リーチ」や「フィーバー！（大当たりのこと）」等としゃべるという新鮮さから人気が出るようになった。
その人気から、SANKYOの他の機種に夢夢が登場するとそのパチンコ台が売れるので、パチンコメーカーはパチンコ台の売り方にゲーム性だけでなくキャラクターにも重きが置かれるようになった。特にSANKYOではその後多種多様なキャラクターを生み出しており、SANKYOの事実上のシンボルキャラクターとなり、現在の販売戦略の基礎となった（大同（ビスティ）の一部機種にも登場する）。
2018年にシリーズが25周年、CRフィーバーパワフル2018が10作目という節目を迎えたため、リニューアルの一環として声優陣が一新された。

## 特徴
当初はキャラクターの設定はないに等しかったが、後に後付けされていくこととなった。
- 年齢：20代前半
- 職業：OL（表向き）　「地球の平和とホールの出玉」を守る時には変身する。スーツの色はSANKYOの制服と同じであり、同社の制服変更に合わせて設定変更も行われている。

2013年発表の「ボンバーパワフルⅡ」ではニュースキャスターを務めている。
- 家族構成：妹のナナちゃん（声優：小桜エツ子→水間友美[1]）がいる。
- 髪の毛の色：緑（ヘアバンドの色は赤）
- 好物：フルーツ
- 口癖：「あついあつい」「あついかも」「あやしいぞ」「ラッキー」「大ラッキー」
- 変身後の能力：空を飛べる、大気圏を突破して宇宙空間でも活動可能、怪力、ヒップアタック、マジカルステッキによる魔法 など
- 交友関係等：

友人でアイドルのジャムちゃん（声優：若林直美→永塚優衣）と、SANKYOイメージキャラクターのドラムくんがいる。ピストル大名もかつて親友だったという設定。
謎の生命体「小ムム」を飼育。
頭部に乗り込んで操縦する巨大ロボット「ロボパワフル(ムムパワフル)」を所有。主にプレミアキャラとして扱われ、大当たり時などに貢献する。主な武器は腕を分離させて飛ばすロケットパンチ。必殺技は回転飛行しながらパンチを放つローリングパワフルアタック。
宿敵はU・G・シャーク(パチンコのゴト[不正]行為に使われる磁石がモチーフ)。
2009年発表の機種「パワフルワールド」には、夢夢と同じ髪の色とリストバンドをしている大当たり救済キャラの男、リムが登場。夢夢とは幼少時からの知り合いのようだが、明確な関係は明かされていない。
変身後の衣装は、企画当時人気のあった森高千里の衣装を参考にしていると思われる。
当初は4頭身ほどだったが、新台が出るたびに頭身が小さくかつ愛らしく(ディフォルメ化)なっている。これは萌えを意識しているのではないかと考えられる。
反面、初期にはスーパーリーチを外した際に「ゴメンチャイ」と言うなど、子供っぽい言葉遣いをしていたが、妹のナナちゃん登場後は子供っぽさを彼女に委ね、比較的年齢相応の話し方や振る舞いをするようになっている。